# 가평 잠곡서원지
가평 잠곡서원지(加平 潛谷書院址)는 경기도 가평군 청평면 청평리에 있던 잠곡서원의 터이다. 2011년 6월 10일 경기도의 기념물 제222호로 지정되었으나, 2013년 4월 12일 문화재 지정이 해제되었다.

## 지정 사유
잠곡 김육은 17세기 조선 경제 부흥의 기반이 되었던 대동법 시행을 적극 주장하여 실현시킨 경제가이다. 잠곡서원은 김육선생의 유덕을 기리고자 1705년에 건립되어 1707년 사액이 내려졌고. 1871년 대원군이 사원철폐령에 의해 철폐되었다. 경기도 내 유형문화재 제40호 평택의 《대동법기념비》 및 기념물 제177호 《청풍김씨문의공파 묘역》내 김육선생묘 등과 더불어 김육선생과 연관된 중요 유적지이다.

## 해제 사유
잠곡서원지 시·발굴조사 결과 유구가 발견되지 않는 등 문화재의 원위치가 아님

## 같이 보기
- 김육
- 대동법 시행 기념비 (경기도 유형문화재 제40호)
- 청풍김씨문의공파묘역 (경기도 기념물 제177호)

## 참고 자료
- 가평 잠곡서원지 - 국가유산청 국가유산포털
- 잠곡서원(潛谷書院) - 한국서원연합회